# The Theatre
The Theatre war ein Elisabethanisches Theater in Shoreditch, etwas außerhalb von London. Es war das zweite feste Theater nach dem Red Lion seit der Römerzeit und auch das erste Gebäude, das zum alleinigen Zweck des Theaterspiels errichtet wurde. Es wurde vom Schauspielmanager James Burbage erbaut, nicht weit von seinem Wohnsitz in der Halliwell Street (oder Holywell Lane).
Nach Auslaufen der Pacht (James Burbage starb kurz zuvor) wurde das Theater demontiert und das Material für den Bau des Globe Theatre verwendet.

## Entstehung
Im Jahr 1572 verboten der Bürgermeister und die Corporation of London die Schauspiele als eine der Maßnahmen gegen die zu der Zeit grassierende Pest (Es sollten keine fremden Besucher hierfür in die Stadt kommen). Im Jahr 1575 verwiesen sie zudem offiziell alle Schauspieler der Stadt.
Außerhalb der Stadtmauern Londons fanden sie jedoch neue Möglichkeiten. Dies und die hier fehlende Jurisdiktion des Lord Mayor of London begünstigte den Bau von Schauspielhäusern; so in Shoreditch, Southwark und der hierin aufgegangenen Siedlung Newington Butts ganz in der Nähe der etablierten Unterhaltungsviertel, welche ebenfalls von den weniger starken Regularien profitierten, wie sie in der Stadt galten.
The Theatre wurde 1576 von James Burbage in geschäftlicher Partnerschaft mit seinem vermögenden Schwager John Brayne  aufgebaut.
James Burbage benötigte viel Geld um das Theater zu bauen und belieh seinen Schwager; im Gegenzug dazu erhielt dieser Teile des Gewinns und besaß einige der Immobilien auf dem hierzu gepachteten Grundstück eines ehemaligen Nonnenklosters. The Theatre lag in Shoreditch, jenseits der nördlichen Grenze von London und damit außerhalb der Zuständigkeit der zivilen Behörden. Dieser Bereich nannte sich auch der „Vorort der Sünde“ und war berüchtigt für ausschweifendes Verhalten, Bordelle und Orten des Glücksspiels. Ein Jahr später wurde ein weiteres Theater namens The Curtain in der Nähe gebaut, so dass dieses Gebiet als das erste Theater- und Unterhaltungsviertel Londons galt. Da James Burbage mit seinem Schwager nie einen schriftlichen Vertrag abgeschlossen hatte, führte dies schließlich zu Streitigkeiten, wer da welchen Anteil an dem Theater zu finanzieren hatte. Finanzielle Engpässe zwangen die beiden zudem dazu das Theater bereits in der Bauphase zu bespielen. Die Einnahmen flossen dann direkt in den Weiterbau. John Hind war ein weiterer Kreditgeber für den Bau des Theaters. Es ist jedoch fast nichts anderes über ihn bekannt, als dass zwischen ihm und Burbage/Brayne ebenfalls ein Vertrag bestand. Dieser beinhaltete, dass er wohl Schauspieler für sie arrangierte.
Obwohl Burbages Sohn später behauptete, dass das Theater das erste dauerhafte Spielhaus im Londoner Ballungsraum war, könnte das Newington Butts möglicherweise bereits 1575 errichtet worden sein. Der Schauspieler Jerome Savage erneuerte nämlich seinen Pachtvertrag am 25. März 1576, drei Wochen bevor Burbage den seinen in Shoreditch erhielt. Lady Day, Wickham et al. gründeten Newington Butts eindeutig 1577. Die erhaltenen Dokumente besagen, dass Savage ein bereits bestehendes Gebäude (Erbauer Richard Hicks), in ein Theater verwandelte, anstatt wie Burbage von Grund auf ein neues zu bauen.

## Das Theater
Das Design von The Theatre wurde möglicherweise von Gasthöfen übernommen, die bisher als Spielorte für Schauspieler gedient hatten. Das Gebäude war ein polygonales Holzgebäude mit drei Galerien, rund um einen offenen Hof. Von einer Seite des Polygons erstreckte sich eine Arenabühne in den Innenraum. Das Theater war ein Holzgebäude mit (vermutlich) einem Ziegeldach; weitere für den Bau des Theaters verwendete Materialien waren Sand, Kalk, Blei und Eisen. Das The Theatre zu errichten soll 700 Pfund gekostet haben. Veranschlagt waren zuvor lediglich 200 Pfund, was dann zu den späteren Finanzierungsproblemen führte.
Der Raum vor der Bühne wurde mit Kopfsteinpflaster versehen und bot billige Stehplätze für je einen Penny für das weniger vermögende Publikum. Für einen weiteren Penny durfte man in die Galerie, jedoch ebenfalls nur stehend. Für einen Stuhl musste man einen dritten Penny aufwenden. Eine der Galerien – welche bleibt in den Quellen unklar – war in kleine Abteilungen, bzw. Logen unterteilt, die von den Reichen und Aristokraten genutzt werden konnten. Aufgrund mangelnder Nachweise ist nicht viel mehr über das tatsächliche Aussehen des Theaters bekannt, aber es wurde als Amphitheater beschrieben.
Das Theater eröffnete im Herbst 1576 möglicherweise als Veranstaltungsort für die Leicester’s Men, einer Schauspielgruppe, bei der James Burbage leitendes Mitglied war.  Von November 1590 bis Mai 1591 spielten aufgrund von Behördenauseinandersetzungen vorübergehend die Admiral’s Men im The Theatre. Es wurde u. a. das Stück „Dead Man’s Fortune“ auf die Bühne gebracht. Im Ensemble befand sich neben Edward Alleyn auch James jüngster Sohn Richard Burbage, welcher später mit William Shakespeare und anderen das Globe Theater baute. Nach einer Meinungsverschiedenheit mit James Burbage verließen einige Ensembles das The Theatre und wechselten zum Rose Theatre unter der Leitung von Philip Henslowe.
Im Jahr 1594 wurde Richard Burbage Hauptdarsteller der Lord Chamberlain’s Men, die bis 1597 dort spielten. Der Dichter, Dramatiker und Schauspieler William Shakespeare zeigte einige Premieren seiner frühen Stücke in dem Theater. Zahlreiche Auftritte vor Elizabeth I. folgten.

## Das Ende
Gegen Ende des Jahres 1596 gab es Streitigkeiten mit dem Vermieter des Grundstücks, Giles Allen.
Der Pachtvertrag von 1576 war auf 20 Jahre (14 Pfund jährlich) befristet und hätte ausweislich einer Klausel lediglich um weitere fünf Jahre verlängert werden können. Dagegen klagte Burbage. Als er im Frühling 1597 verstarb führten seine Söhne Richard und Cuthbert den Rechtsstreit weiter. Dadurch waren die Schauspieler der Lord Chamberlain’s Men gezwungen ihre Aufführungen in andere Schauspielhäuser, wie dem nahen The Curtain, zu verlagern.
Zudem erhoben die Witwe Braynes, Margaret, und ihr Geschäftspartner namens Robert Myles Klage gegen die Burbages, da Margaret die Hälfte von The Theatre für sich reklamierte. Denn als John Brayne starb, stellten die Burbages die Zahlungen von Gewinnausschüttung und Kredittilgung an ihren nun verstorbenen Geschäftspartner ein. Zur Finanzierung des Theaters verpfändeten John Brayne und James Burbage seinerzeit den Pachtvertrag für 125 Pfund an den Londoner Gemüsehändler John Hyde. Da dieser bislang nur 95 Pfund zurückerhalten hatte, war er weiterhin der eigentliche Pächter. Nun ging Cuthbert, der älteste Sohn Burbages, zu Walter Cope, einem vertrauenswürdigen Geschäftsmann, und ließ Cope Hyde fragen, ob Cuthbert den Mietvertrag mit den restlichen 30 Pfund direkt ablösen und somit als alleiniger Pächter eintreten könne. Er willigte ein und so besaß Cuthbert sogleich den Pachtvertrag und es gelang den Brüdern Margaret Brayne aus dem Geschäft zu drängen. Sie begründeten dies damit, dass John Brayne jetzt, da der Mietvertrag auf Cuthberts Namen und nicht mehr auf James Namen lautete, keine Verbindung mehr mit dem Theater hatte und Margaret Brayne als seine Erbin dies auch nicht tat.
Während der Rechtsstreitigkeiten begaben sich Margaret und Robert Myles gleichwohl zu dem Theater und forderten die Herausgabe der Hälfte all dessen, was sich in ihm befand. Hierbei griff Richard Burbage Myles körperlich an, sodass die Brayne und Myles unverrichteter Dinge wieder von dannen ziehen mussten. Zwei weitere Klagen von Myles gegen die Burbages scheiterten ebenfalls. Auch nach Margaret Braynes Tod gab es weitere Klagen, die aber nicht mehr geklärt wurden. In ihrem Testament überließ sie alle ihre potenziellen Gewinne Robert Myles.
Diese Situation zwang die Burbage Brüder drastische Maßnahmen zu ergreifen, um ihre Investitionen zu behalten. Gegen den Willen des Vermieters und mit Hilfe ihres Freundes und Geldgebers William Smith sowie 10–12 Arbeitern demontierten sie das Theater in der Nacht des 28. Dezembers 1598. Giles Allen verklagte im Januar 1599 einen der am Abbau Beteiligten (Peter Street) auf Hausfriedensbruch und Sachbeschädigung.

## Archäologische Untersuchungen
Im August 2008 fanden Archäologen des Museum of London ein Fundament, welches ein Rest der nordöstlichen Ecke des Theaters sein könnte. Dazu Reste während der Aufführungen verzehrter Mahlzeiten, wie Nüsse oder Apfelstiele. Eine Plakette findet sich an einem Gebäude der Curtain Road, ungefähr dort, wo das The Theatre zuvor stand.